# Distrito de Chirang
Chirang es un distrito de la India situado en el estado de Assam. Según el censo de 2011, tiene una población de 482 162 habitantes.
Tiene una superficie de 1468.42 km².
El centro administrativo es Kajalgaon.

## Demografía
Según el censo de 2011 tiene una población total de 482 162 habitantes, de los cuales 237 302 son mujeres y 244 860 son hombres.